# Szkoła Filialna im. Tadeusza Kościuszki w Ubieszynie
Szkoła Filialna im. Tadeusza Kościuszki w Ubieszynie – szkoła podstawowa filialna w Ubieszynie, przynależąca do Szkoły Podstawowej im. św. Jana Kantego w Tryńczy.

## Historia
Początki szkolnictwa w Ubieszynie datuje się na drugą połowę XIX wieku. Według miejscowej tradycji szkolnictwo w Ubieszynie rozpoczęło się ok. 1860 roku, a pierwszym nauczycielem był Walenty Trojak. 
Przydatnym źródłem archiwalnym do poznawania początków szkolnictwa w Galicji są austriackie Szematyzmy Galicji i Lodomerii, które podają wykaz szkół ludowych wraz z nazwiskami ich nauczycieli. W 1883 roku po raz pierwszy jest wzmianka, że w Ubieszynie, Tryńczy i Jagielle istniały już szkoły ludowe, ale jako "niezrezorganizowane" z systemu parafialnego na państwowy. W roku 1887 szkoły w Tryńczy i Ubieszynie stały się filialne. W galicyjskich czasach szkoły na wsiach były tylko męskie, dopiero od 1890 roku szkoły były mieszane, czyli koedukacyjne. W 1893 roku szkoły w Tryńczy i Ubieszynie stały się samodzielne jednoklasowe. W 1901 roku założono czytelnię, która posiadała 184 książek.
Od 1904 roku szkoła posiadała nauczycieli pomocniczych, którymi byli: Maria Anaszkiewicz (1904–1905), Stefania Troskiewicz (1905–1907), Izabela Gąsiorowska (1907–1909), Franciszka Czajkówna (1909–1911), Helena Skotnicka (1911–1912), Karolina Wasylukówna (1912–1913), Janina Skubówna (od 1913). W 1924 roku wzmiankowana jest Antonina Łowicka. 
Długoletnim zasłużonym kierownikiem był Ignacy Łowicki. W 1935 roku został spensjonowany (przeniesiony na emeryturę).
W 1909 roku oddano do użytku wybudowany murowany budynek szkolny, jednak szkoła w czasie I oraz II wojny światowej była niszczona, a po wojnach odbudowywana. W 1924 roku szkoła posiadała 2 sale lekcyjne. W 1936 roku budynek szkoły obsadzono lipami, z których jedną poświęcono marszałkowi Edwardowi Rydzowi-Śmigłemu, na pamiątkę jego pobytu w Ubieszynie. W latach 1969–1974 wybudowano nowy budynek szkolny; w czasach władzy ludowej były konflikty i protesty o utrzymanie szkoły ośmioletniej. 28 października 2008 roku poświęcono sztandar szkoły im. Tadeusza Kościuszki. W 1999 roku, na mocy reformy oświaty, szkołę zmieniono na 6-letnią, a w 2017 roku na mocy reformy oświaty przywrócono 8-letnią szkołę podstawową. 24 października 2017 roku odsłonięto popiersie Tadeusza Kościuszki.
W 2021 roku szkoła została przemianowana na szkołę filialną 3-klasową, podporządkowaną Szkole Podstawowej im. św. Jana Kantego w Tryńczy.
Kierownicy i dyrektorzy szkoły
1882–1886. Józef Zieliński.
1886–1887. Alojzy Michalski.
1887–1890. Jan Grudziński.
1890–1892. Stanisław Cwakliński.
1892–1893. Maria Szczurkówna.
1893–1897. Maria Fox.
1897–1899. Stanisław Stasicki.
1899–1905. Rudolf Rębisz.
1905–1915. Ignacy Łowicki.
1916–1918. Ignacy Król.
1919–1935. Ignacy Łowicki.
1942–1944. Teodor Kutynysz.
1944–1946. Mieczysław Walczak.
1946–1950. Bronisław Slipko.
 ? – ?. Maria Groch.
1983–1985. Władysław Niemiec.
1985–1990. Józef Nowosielski.
1990–1999. Jadwiga Gwóźdź.
1999–2013.  Małgorzata Matuszek.
2013–2018. Jadwiga Gwóźdź.
2018–2021. Elżbieta Rydzik-Korzeniowska.

## Znani absolwenci
- ks. kan. Dominik Czeszyk (1892–1961) – duchowny rzymskokatolicki na kresach wschodnich, zesłany na Syberię.
- Franciszek Kubrak (1891–1940) – policjant na kresach wschodnich, zamordowany przez NKWD.